# Tito Cavagnaro
Tito Cavagnaro (Livorno, 1874 – Livorno, 1949) è stato un pittore italiano che ha operato tra la fine del 1800 e l'inizio del 1900.
Fu consuocero di Goffredo Cognetti e tra i membri fondatori del Gruppo Labronico.